# Boycott des produits japonais

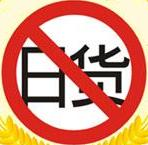
Symbole de boycott des produits japonais

Des opérations de boycott des produits japonais ont été menées par de nombreuses organisations civiles et gouvernementales chinoises, toujours en réponse à une agression japonaise réelle ou perçue, qu'elle soit militaire, politique ou économique.

## XXesiècle
Le premier boycott des produits japonais en Chine est lancé 1915 en raison de l'indignation publique relativement aux « vingt-et-une demandes » que le Japon force la Chine à accepter. En 1919, les étudiants et les intellectuels engagés dans le mouvement du 4 mai appellent à un autre boycott des produits japonais auquel le public répond avec enthousiasme. Les chambres de commerce locales décident de rompre les liens économiques avec le Japon, les travailleurs refusent de travailler dans les usines financées par les Japonais, les consommateurs refusent d'acheter des produits japonais et les étudiants se mobilisent pour punir ceux trouvés en train de vendre, d'acheter ou d'utiliser des produits japonais.
L'incident de Jinan en 1928 entraîne un nouveau boycott, cette fois le gouvernement Kuomintang mobilise la population afin que cesse les relations économiques avec le Japon. Dès lors, les manifestations anti-japonaises en Chine seront toujours accompagnées de boycott des produits japonais.
Après la Seconde Guerre mondiale, la communauté chinoise, exaspérée par divers sujets tels que la souveraineté des îles Senkaku, la guerre des manuels scolaires et les visites des dirigeants japonais au sanctuaire Yasukuni, organise des boycotts de produits japonais. Les citoyens de la République de Chine entament un boycott en septembre 1972 
pour protester contre la reconnaissance diplomatique de la Chine par le Japon et brûlent à deux reprises des produits japonais en face de la mairie de Taipei, par coïncidence construite par des entreprises japonaises.

## XXIesiècle
En 2005, une nouvelle vague de boycotts est lancée en Chine continentale parallèlement aux manifestations anti-japonaises dans les principales villes chinoises. Toutefois, ce boycott est au mieux une tentative marginale, généralement dénoncée par la population qui fait valoir que la Chine est intégrée dans l'économie mondiale et qu'un boycott de l'un des plus grands partenaires commerciaux de la Chine causerait autant de mal à la Chine qu'au Japon. La plupart des gens sont plus préoccupés par leur niveau de vie que par la réparation morale de vieux griefs. Le 
ministère chinois des Affaires étrangères donne une vue similaire : « la coopération économique sino-japonaise s'est considérablement développée au cours de la dernière décennie et a apporté des avantages réels aux peuples des deux nations Nous ne voulons pas que les questions économiques soient politisées ». Comme avec les manifestations anti-japonaises, les militants commencent les boycotts en utilisant l'internet en Chine et les téléphones mobiles.
En septembre 2012, le gouvernement de Tokyo annonce sa volonté de racheter 3 des 5 îles Senkaku (ou îles Diaoyu), ce qui relance le conflit territorial des îles Senkaku et provoque une nouvelle vague de boycott des produits et entreprises japonaises en Chine. Les marques Canon, Panasonic, Toyota, Nissan et Honda cessent partiellement ou complètement leur production en Chine alors que des manifestations parfois violentes ont lieu,. En octobre 2012, Toyota annonce une chute de 40 % de ses ventes en Chine en septembre 2012. Les autres constructeurs japonais accusent un tiers de perte sur leurs revenus en Chine sur la même période.